# Jean-François Clerc
Jean-François Clerc (Montélimar, 1868 - 1952) fue el jardinero de los hermanos Lumière y protagonista de su película Le jardinier et le petit espiègle, titulada más tarde L'arroseur arrosé (El regador regado), de 1895.
Trabajó uno o dos años en casa de los Lumière en La Ciotat, antes de marchar a Lyon como jardinero en Montplaisir y luego a  una fábrica como ayudante de camarero. Murió el 30 de octubre de 1952 en una residencia de ancianos.

## La historia
Después de rodar varias películas documentales, siempre de ficción, como La Sortie des usines Lumière à Lyon, en 1895, Louis Lumière colocó su cámara en el vasto jardín de la propiedad familiar en Lyon, y le pidió a su jardinero que regara unas plantas. François Clerc se convirtió en ese momento en el primer actor contratado expresamente para hacer una película. 
En la escena, mientras el jardinero riega las flores, un muchacho interpretado por Léon Trotobas, un joven electricista de la fábrica Lumière, pisa la manguera para cortar el agua. El jardinero mira la punta de la manguera y se echa en la cara toda el agua; luego, persigue al pillastre y le da un tirón de orejas. Se hizo una segunda toma para que la bronca del jardinero a su pequeño ayudante resultara más veraz. 
Le jardinier et le petit espiègle, que solo dura 49 segundos, formó parte de las películas proyectadas en diciembre en el Salon indien du Grand Café, de París, aunque pasaría a la posteridad como L'arroseur arrosé.
Varios meses después, Louis Lumière filmó una segunda versión con el mismo François Clerc haciendo de jardinero y el hijo de un carpintero de la fábrica, Benoît Duval, haciendo de pillastre. A esta segunda versión la llamó Arroseur et arrosé, que es como pasaría a los anales del cine.